# Vrilletta blaisdelli
Vrilletta blaisdelli là một loài bọ cánh cứng thuộc họ Ptinidae.